# Tim Aeschimann
Tim Aeschimann (* 1999) ist ein Schweizer Unihockeyspieler, der beim Nationalliga-A-Verein HC Rychenberg Winterthur unter Vertrag steht.

## Karriere
Aeschimann debütierte 2017 in der Nationalliga A für den HC Rychenberg Winterthur.

## Privat
Sein Bruder Noah spielt ebenfalls für den HC Rychenberg Winterthur.